# Nilandhe du Sud
Cette page contient des caractères et des mots thâna comme ހ ou ފ. En cas de problème, consultez l’article Thâna ou testez votre navigateur.
Nilandhe du Sud, en divehi ނިލަންދެއަތޮޅު ދެކުނުބުރި, est un atoll des Maldives. Ses 6 694 habitants se répartissent sur 7 des 56 îles qui le composent. Les terres émergées représentent 4,4 km2 sur les 736,46 km2 de superficie totale de l'atoll, lagon inclus.

## Administration
Nilandhe du Sud constitue une subdivision des Maldives sous le nom de Dhaalu. Sa capitale est Kudahuvadhoo.

## Référence
1. ↑  (en) Abdulla Naseer, « Proceedings of the workshop on coastal area planning and management in Asian ... »